# Neoalsomitra pilosa
Neoalsomitra pilosa är en gurkväxtart som beskrevs av W.J.de Wilde och Duyfjes. Neoalsomitra pilosa ingår i släktet Neoalsomitra och familjen gurkväxter. Inga underarter finns listade i Catalogue of Life.